# Liste der Monuments historiques in Bignan
Die Liste der Monuments historiques in Bignan führt die Monuments historiques in der französischen Gemeinde Bignan auf.

## Liste der Bauwerke
| Bezeichnung                    | Beschreibung | Standort                        | Kennzeichnung | Schutzstatus   | Datum | Bild |
| ------------------------------ | ------------ | ------------------------------- | ------------- | -------------- | ----- | ---- |
| Allée couverte de Kergonfalz   |              | Lescadec (Lage)                 | PA00091040    | Classé         | 1970  |      |
| Schloss Kerguéhennec           |              | Kerguéhennec (Lage)             | PA00091041    | Classé Inscrit | 1988  |      |
| Kreuz                          |              | Le Bourg (Lage)                 | PA00091043    | Inscrit        | 1935  |      |
| Kreuz von Treuliec             |              | Route départementale 150 (Lage) | PA00091042    | Inscrit        | 1935  |      |
| Megalithanlagen von Kergonfalz |              | Lann-et-Bonne (Lage)            | PA00091044    | Classé         | 1969  |      |
| Fontaine Saint-Éloi            |              | Les Fontaines (Lage)            | PA00091045    | Inscrit        | 1944  |      |
| Kirche St-Pierre-St-Paul       |              | Place de la Chouannerie (Lage)  | PA56000077    | Inscrit        | 2016  |      |
| Galerie                        |              | Tréhardet (Lage)                | PA00091809    | Inscrit        | 1989  |      |

## Liste der Objekte
- Monuments historiques (Objekte) in Bignan in der Base Palissy des französischen Kultusministeriums